# マダガスカル民主共和国

マダガスカル民主共和国
Repoblika Demokratika Malagasy (マダガスカル語)
République démocratique de Madagascar (フランス語)

国歌: Ry Tanindrazanay malala ô!（マダガスカル語）
おお、我が愛しき祖国よ

マダガスカル民主共和国の位置

マダガスカル民主共和国（マダガスカルみんしゅきょうわこく、マダガスカル語: Repoblika Demokratika Malagasy、フランス語: République démocratique de Madagascar）は、マダガスカルに存在した社会主義国である。
1975年12月21日に大統領に選出されたディディエ・ラツィラカは、社会主義国を宣言し国名をマダガスカル民主共和国に変更した。
1991年8月10日に発生した、ラツィラカ政権の打倒を目的としたデモをきっかけに、ラツィラカは新憲法の採択と民主主義国家への移行に同意することとなった。これによって社会主義政権は終わり、アルベール・ザフィが新たに大統領に就任した。